# Gronchi rose
Le Gronchi rose est un timbre-poste italien de la série annonçant le voyage du président de la République italienne, Giovanni Gronchi dans trois pays d’Amérique du Sud (Argentine, Uruguay et Pérou) en avril 1961. Le Gronchi rose est le timbre sur l’escale au Pérou du président. Il est un timbre erroné célèbre : émis le 3 avril, son remplaçant est disponible le 6, jour du départ du président.
À l'aide de trois nuances de rose, ce timbre de 205 lires représente un extrait de planisphère avec un océan Atlantique disproportionné pour y dessiner l’avion présidentiel. L’Italie et le Pérou sont représentés en rose foncé. L’Italie escomptait de ce voyage des contrats économiques importants et une feuille fut offerte à l’ambassadeur du Pérou à Rome, alors que la poste italienne et les premiers collectionneurs confectionnaient des plis-souvenirs qui allaient voyager à bord de l’avion du président Gronchi.
Or, l’ambassadeur menaça d’un incident diplomatique car Roberto Mura, le dessinateur-graveur du timbre, avait ôté au Pérou une province amazonienne que l'Équateur revendiquait. En une nuit, le timbre fut corrigé et réimprimé en couleur gris-noir. Une nouvelle feuille fut présentée à l’ambassadeur.
Pour les premiers plis-souvenirs déjà confectionnés, les postiers collèrent un Gronchi gris-noir sur le rose. Retiré de la vente très rapidement, le Gronchi rose a une forte cote : sur enveloppe non recouvert par un gris-noir, il est très rare.